# Cityline
Ситилайн — один из первых крупных интернет-провайдеров России. Основанная в 1996 году компания «Ситилайн» специализировалась на продаже услуг в сфере интернет-технологий. Поглощена в 2001 году компанией Golden Telecom, к моменту завершения деятельности обслуживала более 100 тыс. абонентов.

## Учредители и руководители
В состав учредителей «Ситилайн» входили такие российские бизнесмены, как:
- Емельян Захаров — известный московский галерист;
- Демьян Кудрявцев — с 2006 года генеральный директор ИД «Коммерсантъ»;
- Егор Шуппе;
- Дмитрий Босов — владелец крупной инвестиционной компании «Аллтек»;
- Рафаэль Филинов — председатель совета директоров ЗАО «Джеруйалтын»[1][2].

Также среди учредителей была европейская инвестиционная компания[уточнить].
Президентом компании был Егор Шуппе.

## Деятельность
В 1996 году Егор Шуппе совместно с Емельяном Захаровым и Рафаэлем Филиновым создаёт компанию Cityline, ставшую первым и крупнейшим частным интернет-провайдером в России. В интервью 2019 года для сериала «Холивар. История Рунета» Шуппе рассказал, что сначала договорился о кредитном финансировании с группой инвесторов в составе Бориса Березовского, Романа Абрамовича, Евгения Швиндлера и Александра Волошина. «Это был кошмар, потому что получить от Бори деньги оказалось невозможным», — сообщил об итогах этих договорённостей Шуппе, приходившийся Березовскому зятем. В итоге Шуппе и Захаров были вынуждены найти другие источники первичного капитала. В 1997 году к проекту присоединился Демьян Кудрявцев, а в 1999-м Дмитрий Босов и Максим Барский. Егор Шуппе был одним из основных акционеров и президентом компании.
Среди корпоративных клиентов «Ситилайн» были такие компании как «Вист», «Мерседес», «Союз», «Компьютер ленд».
«Ситилайн» была одной из первых компаний в России, заключившая партнерское соглашение с Microsoft в качестве официального интернет-провайдера для Windows 98 и Windows Small Business Server.
В 2001 году компания, имевшая к тому времени уже 100 тыс. абонентов, была куплена за $29 млн телекоммуникационной компанией Golden Telecom. Перед этим она пыталась расширяться в регионы и поглотила екатеринбургского провайдера «Урал-Релком».

## Netskate
В год начала работы компании общая численность пользователей Интернета в России составляла всего 60 тыс. человек, русскоязычный сегмент состоял из незначительного количества сайтов. В целях привлечения новых пользователей и увеличения средней выручки на пользователя (оплата услуги доступа к Интернет была повременной), Cityline принял стратегическое решение инвестировать в развитие бесплатного русскоязычного контента. В 1997 году «Ситилайн» совместно с Сергеем Скатерщиковым учредила продюсерский центр новых русскоязычных онлайн-медиа — компанию «Нетскейт», которая владела несколькими сайтами, популярными в ранний период Рунета. Для работы над проектами «Нетскейта» из Израиля в Россию прибыл Антон Носик, а Артемий Лебедев — из США. Именно из NetSkate выросли студия Артемия Лебедева и Lenta.ru.
Среди наиболее известных проектов «Нетскейта», вошедших в историю Рунета: «Вечерний Интернет» Антона Носика, «Паровозов-ньюс» Александра Гагина, «Сеновал» Сергея Кузнецова, «Анекдоты из России» Дмитрия Вернера, «Форум.мск» и т. д. На фоне финансового кризиса 1998 года некоторые проекты закрылись или были проданы, Студия Лебедева вышла из «Нетскейта» самостоятельно. То, что осталось от агентства, было летом 1999 года продано олигарху Владимиру Гусинскому, который организовал из этого интернет-подразделение своего медиахолдинга «Медиа-Мост» под названием «Мемонет» (Media-Most-Networks). На должность главы «Мемонета» был нанят Антон Носик (точнее, унаследовал должность как хозяин «Вечернего Интернета»).